# Olga Vigil
Olga Lídia Vigil Gómez (L'Avana, 26 agosto 1970) è un'ex cestista cubana.

## Carriera
Con Cuba ha disputato due edizioni dei Giochi olimpici (Barcellona 1992, Atlanta 1996), due dei Campionati mondiali (1990, 1994) e i Campionati americani del 1993.